# Scathophaga calida
Scathophaga calida är en tvåvingeart som först beskrevs av Alexander Henry Haliday 1832.  Scathophaga calida ingår i släktet Scathophaga och familjen kolvflugor. Arten är reproducerande i Sverige. Inga underarter finns listade i Catalogue of Life.